# 梁官南庙
梁官南庙是一座古建筑，建于明-民国，位于山西省晋中市平遥县襄垣乡梁官村村南。
1982年10月10日，梁官南庙公布为平遥县文物保护单位。